# Victor Jean
Victor Jean (* 16. November 1874 in Arles; † 19. März 1953 in Rabat) war ein französischer Politiker. Von 1919 bis 1928 war er unter der Dritten Französischen Republik Mitglied der Abgeordnetenkammer.
Jean war hauptberuflich Anwalt und war bereits Mitglied im Generalrat des Départements Bouches-du-Rhône, als er 1919 für die Nationalversammlung kandidierte. Der Radikalsozialist wurde mit absoluter Mehrheit gewählt. 1924 konnte er wiedergewählt werden, wurde aber 1928 vom Sozialisten Sixte Quenin geschlagen. Danach kandidierte Jean nicht erneut, sondern zog sich zurück nach Marokko, wo er 1953 starb.